# Kabinlok
Kabinlok (auch: Kïdren-en, Kirenen, Kiripunen Island, Kiripunen-To) ist ein Motu des Arno-Atolls der pazifischen Inselrepublik Marshallinseln.

## Geographie
Kabinlok liegt im Norden des Arno-Atolls und bildet zusammen mit den benachbarten Enealtok, Ajmanol, dem südlicher gelegenen Eneweto und Jarkwil den Nordsaum des Atolls bis zur ersten Passage bei Jarkwil.